# Josef Januschka
Josef rytíř von Januschka (4. září 1823 Fryšták – 17. prosince 1907 Brno) byl rakouský státní úředník a politik německé národnosti z Moravy; poslanec Moravského zemského sněmu.

## Biografie
Vstoupil do politické správy na Moravě, nejprve působil ve Vyškově. Od roku 1870 do roku 1878 byl okresním hejtmanem v Olomouci, následně byl povolán coby místodržitelský rada do Brna. Později zastával i funkci viceprezidenta moravského místodržitelství. V roce 1885 se zmiňoval jako místodržitelský rada a referent pro administrativní a ekonomické záležitosti zemské školní rady. V květnu 1885 mu byl udělen Řád železné koruny. Získal tím i titul rytíře. Byl mu udělen rovněž Řád Františka Josefa a Císařský rakouský řád Leopoldův. Měl titul dvorního rady.
V 70. letech se zapojil do vysoké politiky. V zemských volbách roku 1878 byl zvolen na Moravský zemský sněm, za kurii městskou, obvod Boskovice, Jevíčko, Konice. Mandát zde obhájil v zemských volbách roku 1884. V roce 1878 se uváděl coby ústavověrný kandidát (tzv. Ústavní strana, liberálně a centralisticky orientovaná).
Zemřel v prosinci 1907 ve věku 84 let.